# Dům čp. 88 (Štramberk)
Dům čp. 88 stojí na ulici Zauličí ve Štramberku v okrese Nový Jičín a je propojen s domem čp. 111. Roubený dům byl postaven na konci 18. století. Byl zapsán do Ústředního seznamu kulturních památek ČR před rokem 1988 a je součástí městské památkové rezervace.

## Historie
Podle urbáře z roku 1558 bylo na náměstí postaveno původně 22 domů s dřevěným podloubím, kterým bylo přiznáno šenkovní právo, a sedm usedlých na předměstí. Uprostřed náměstí stál pivovar. V roce 1614 je uváděno 28 hospodářů, fara, kostel, škola a za hradbami 19 domů. Za panování jezuitů bylo v roce 1656 uváděno 53 domů. První zděný dům čp. 10 byl postaven na náměstí v roce 1799. V roce 1855 postihl Štramberk požár, při němž shořelo na 40 domů a dvě stodoly. V třicátých letech 19. století stálo nedaleko náměstí ještě dvanáct dřevěných domů.
Původní roubený dům čp. 88 byl postaven na konci 18. století. Objekt je příkladem původní předměstské zástavby ve Štramberku. Dům je propojen s domem čp. 111 a je součástí penzionu U Čertova úlu.

## Stavební podoba
Dům je přízemní roubená stavba na obdélném půdorysu, je přistavěna k městské hradební zdi. Dispozice je dvojdílná se síní a jizbou.